# تجمع الجمهوريين
تجمع الجمهوريين هو حزب سياسي ليبرالي في ساحل العاج.
تأسس الحزب في عام 1994 بواسطة الحسن وتارا.
أمين عام الحزب هو هنرييت داغري ديابات.

## مواقع خارجية
- www.rdrci.org